# Халин, Александр Андреевич
Александр Андреевич Халин — советский хозяйственный, государственный и политический деятель.

## Биография
Родился в 1925 году в деревне Квашнино. Умер 12.12.2016.  Член КПСС.
Участник Великой Отечественной войны. С 1946 года — на хозяйственной, общественной и политической работе. В 1946—1995 годах — бурильщик в «Запсибнефтегеологии» в Барабинской, Тарской, Борисовской и Ново-Логиновской буровых партиях, бурильщик в Охтеурской нефтеразведочной буровой партии «Главтюменьгеологии», в Усть-Балыкской геологической экспедиции, бурильщик Аганской нефтегазоразведочной экспедиции, технолог крепления скважин ЗапСибНиПи, заместитель председателя Совета ветеранов войны и труда геологов северных предприятий
За повышение эффективности изысканий и использования природных ресурсов был удостоен в составе коллектива Государственной премии СССР за выдающиеся достижения в труде 1979 года.
Живёт в Тюмени.